# さんまのホントの恋のかま騒ぎ
『さんまのホントの恋のかま騒ぎ』（さんまのほんとのこいのかまさわぎ）は、2011年4月13日よりTBSなど一部系列局で不定期に放送されていた明石家さんま司会のトーク特番・お笑いバラエティ番組である。通称『さんまのかま騒ぎ』もしくは『ホントのかま騒ぎ』。

## 概要
2011年3月に終了した『恋のから騒ぎ』（日本テレビ系）のパロディ企画としてスタートした特番であり、司会には本家同様明石家さんまを起用した。
フジテレビの『めちゃ²イケてるッ!』内のコーナー「恋のかま騒ぎ」が2003年から2011年まで放送されていたが、同番組では女装した男性芸能人が出演しているため全く別物である。一方、本番組は本物のオカマ・ニューハーフ芸能人が出演しているため、タイトルに「ホントの」がついている。
明石家さんまが、2004年から『FNS27時間テレビ』内の「真夜中の大かま騒ぎ」に参加するようになって「『かま騒ぎ』と言っているが、真のオカマが参加していない」と指摘したことから、本番組が企画されている。収録のセット・BGM・効果音・番組構成まで「恋のから騒ぎ」を再現しており、進行している明石家さんまも「一瞬『から騒ぎ』かと思った」と錯覚を起こした。冒頭の「『から騒ぎ』における偉人の言葉」ならぬ、「オカマ系の芸能人の発言」からスタートし、本編のトークを経て、説教部屋・嘘の出演オカマ募集で終了する流れで番組が進行する。
2011年3月11日の東日本大震災を受けて、自粛ムードの強かった2011年の4月期のテレビ業界において、あまり遠慮ない内容のバラエティ番組に、業界関係者の驚きと好評を得て、年に2回程度の特番で深夜に放送された。特に第3回は深夜ではなく2012年正月1月3日の夕方に放送された。　2012年の8月の第4回もって終了の予定だったが、マツコ・デラックスが明石家さんまに継続を切望したため、一年後の2013年の8月に5回目の特番が放送された。2014年以降は放送されていない。
2021年6月6日放送の「週刊さんまとマツコ」において、マツコがさんまに『恋のかま騒ぎ』の復活を熱望するが、近年の放送コンプライアンスよるジェンダーの表現の問題があり「オカマ」という表題が使用できず、難しい状況にあるとスタッフの説明を受けた。

## 放送日時・回数
| 放送回 | 放送日 （TBS）                | 放送時間 （日本時間） | 放送分数 |
| ------ | ----------------------------- | --------------------- | -------- |
| 第1回  | 2011年4月13日(水)             | 23:50 - 翌1:20        | 90分     |
| 第2回  | 2011年8月23日(火)             | 23:54 - 翌1:21        | 87分     |
| 第3回  | 2012年1月3日(火)              | 16:30 - 18:15         | 105分    |
| 第4回  | 2012年8月18日(土曜、金曜深夜) | 0:20 - 1:50           | 90分     |
| 第5回  | 2013年8月24日(土曜、金曜深夜) | 0:20 - 1:55           | 95分     |

### 放送日時に関する備考
第1回は本来、2011年4月7日(木)の23:50 - 翌1:20（日本時間）に放送予定だったが、宮城県沖地震のJNN報道特別番組などに差し替えられたため、放送延期となった。

## 出演者

### 司会
- 明石家さんま

### かま騒ぎメンバー
|                              | 第1回    | 第2回    | 第3回    | 第4回    | 第5回    |
| ---------------------------- | -------- | -------- | -------- | -------- | -------- |
| IKKO                         | チェック | チェック | チェック | チェック | チェック |
| KABA.ちゃん                  | チェック | チェック | チェック | チェック | チェック |
| クリス松村                   | チェック | チェック | チェック | チェック | チェック |
| はるな愛                     | チェック | チェック | チェック | チェック | チェック |
| マツコ・デラックス           | チェック | チェック | チェック | チェック | チェック |
| ミッツ・マングローブ         | チェック | チェック | チェック | チェック | チェック |
| 広海・深海                   | チェック | チェック |          |          |          |
| 楽しんご                     | チェック |          |          |          |          |
| マロン                       | チェック |          |          |          |          |
| ダイアナ・エクストラバガンザ |          | チェック | チェック | チェック | チェック |
| ハ・リス                     |          | チェック |          |          |          |
| 前田健                       |          |          | チェック | チェック | チェック |
| 真島茂樹                     |          |          | チェック |          |          |
| 宮本ジョジョ                 |          |          |          | チェック |          |
| コブエドットコンドル         |          |          |          |          | チェック |
| 山咲トオル                   |          |          |          |          | チェック |

第5回地点で、IKKO、KABA.ちゃん、はるな愛、クリス、マツコ、ミッツは全て出演している。

#### ゲスト
第1回
- TBS女子アナチーム（出水麻衣・田中みな実・佐藤渚）
- TAKAHIRO（EXILE）
- 瀬戸康史

第2回
- TBSアナウンサーチーム（赤荻歩・山本匠晃・田中みな実）
- 魔裟斗

第3回
- 上川隆也
- ドリームモーニング娘。（保田圭・矢口真里・石川梨華・吉澤ひとみ）
- 東貴博、田中卓志（アンガールズ）、スリムクラブ（真榮田賢・内間政成）

第4回
- 小池徹平
- ローラ、SHELLY
- V.I 李勝賢（BIGBANG）

第5回
- パンサー
- 小泉孝太郎
- 三倉佳奈、AKINA、保田圭

#### 説教部屋
第1回
- IKKO、KABA.ちゃん（IKKOの道連れ）

第2回
- IKKO、KABA.ちゃん（IKKOの道連れ）

第3回
- IKKO、KABA.ちゃん（IKKOの道連れ）

第4回
- KABA.ちゃん、IKKO（KABA.ちゃんの道連れ）

第5回
- IKKO、KABA.ちゃん

## スタッフ

### 第3回時点
- ナレーター：奥田民義
- 構成：大岩賞介、木野聡
- TM：荒木健一
- 編成：時松隆吉
- AP：島亜矢子
- AD：肥後智一、國井三穂、狩野紀明
- ディレクター：石塚幸一、丹川祥一、平野亮一、岩上武司
- 演出：田中孝之
- プロデューサー：近藤誠、渡辺英樹、五味渕英（吉本興業）
- チーフプロデューサー：合田隆信
- 制作協力：吉本興業株式会社
- 製作著作：TBS